# مايكل سترينج (شاعرة)
بلانش ماري لويز أولريش (1 أكتوبر 1890- 5 نوفمبر 1950) هي شاعرة أمريكية وكاتبة مسرحيات وممثلة مسرح. استخدمت أولريش في البداية اسم فنيًا مذكرًا هو مايكل سترينج، لنشر أعمالها الشعرية ذات المحتوى الجنسي المثير أحيانًا، كي تبعد ذلك المحتوى عن سمعتها الاجتماعية، ولكن سرعان ما أصبح الاسم الذي قدمت نفسها به لما تبقى من حياتها.

## حياتها المبكرة
ولدت بلانش لتشارلز ماي أولريش وبلانش دو لوسي، وهي الأصغر بين أربعة أطفال. كانت والدتها النمساوية الأصل شقيقة إيميلي دي لوسي، زوجة ثيودور هافيماير. أمضت العائلة فصول الصيف في نيوبورت، رود آيلاند، وسط عائلة أستور وعائلة فاندربيلت والعديد من النخب الثرية الأخرى في المجتمع الأمريكي خلال العصر المذهّب.
تزوجت شقيقتها ناتالي، التي عُرفت دومًا باسم ليلي، من هاينريش بوروين، دوق مكلنبورغ (ابن الدوق بول فريدريك من مكلنبورغ) ثم تطلقت منه، وذلك بعد وفاة زوجها الأول بيتر مارتن من سان فرانسيسكو. كان شقيقها، تشارلز دي لوسي أولريش، والدًا لمارجوري أولريش التي تزوجت من قائد الفرقة الموسيقية إدي دوكين.

## حياتها ومسيرتها المهنية
كانت أولريش كاتبة وناشطة انخرطت في الدفاع عن حق المرأة في الاقتراع. وصفها فنان البورتريه الفرنسي باول سيزار هيلو بأنها «أجمل امرأة في أمريكا». تزوجت أولريش في عام 1910 من زوجها الأول ليونارد مورهيد توماس، ابن مصرفي بارز في فيلاديلفيا وأنجبت منه ولدين، هما ليونارد الصغير (1968-1911) وروبن ماي توماس (1944-1915). كان زوجها ليونارد مورهيد خريجًا من جامعة ييل، عمل في السلك الدبلوماسي في روما ومدريد، وخدم في القوات البرية للولايات المتحدة في أوروبا خلال الحرب العالمية الأولى وحصل على وسام صليب الحرب. طورت بلانش أولريش «اهتمامًا أدبيًا» في عام 1914 عندما بدأت تأليف أعمال ومسرحيات شعرية. نُشرت مجموعتها الأولى من القصائد في عام 1916 تحت الاسم الفني الذي اتخذته، مايكل سترينج. تسببت اهتماماتها تلك في حدوث خلافات مع زوجها لينفصلا في عام 1919.
التقت سترينج بالممثل الشهير جون باريمور من خلال نشاطاتها الاجتماعية، حيث قدّمتهما الممثلة كاثلين نيسبيت إلى بعضهما، وكانت كاثلين الممثلة الرئيسة إلى جانب باريمور في إنتاج مسرحية العدالة في عام 1916. استمرت سترينج في رؤية باريمور مدة أربع سنوات؛ وبعد طلاقها من زوجها السابق توماس، تزوجا في الخامس من أغسطس في عام 1920. كانت سترينج قبل الزواج حاملًا بطفلتهما الوحيدة ديانا بلانش باريمور، التي ولدت في الثالث من مارس في عام 1921.
نشرت سترينج كتابًا مزودًا برسوماتٍ من تنفيذ زوجها جون باريمور في عام 1921، بعنوان انبعاث الحياة. استخدمت أولريش الاسم المستعار، لفصل حياتها الأسرية عن المحتوى الجنسي المثير للمجلد، وإخفاء صلته بعلاقتها الغرامية عن زوجها باريمور، ولكن بدلًا من ذلك، أدت شعبية المجلد الواسعة إلى شهرة أكبر وسمعة سيئة نوعًا ما، واستخدامها الاسم المستعار ذلك طيلة حياتها. حولت أولريش مهاراتها في الكتابة إلى تأليف مسرحيات فنية، من ضمنها إنتاج مسرحية برودواي في عام 1921 بعنوان كلير دو لون، المأخوذة عن كتاب الرجل الضاحك لفيكتور هوجو، من بطولة زوجها الممثل باريمور وشقيقته إثيل باريمور. حُولت تلك المسرحية إلى فيلم يحمل الاسم ذاته في عام 1932 في فرنسا من إخراج هنري ديامانت برغر.
كانت سترينج في عام 1921 من بين أوائل من انضموا إلى جماعة لوسي ستون، وهي منظمة ناضلت من أجل حق النساء في الاحتفاظ بأسمائهن بعد زواجهن.
أمضت سترينج وقتًا طويلًا في باريس خلال السنوات القليلة التالية بينما كان زوجها يعمل في الخارج. بدأت سترينج التمثيل على خشبة المسرح بعد عودتها للعيش في نيويورك. انتهى زواجها من جون باريمور في مايو من عام 1925. انضمت بعدها إلى جماعة المسرح الصيفي في سالم، ماساتشوستس وظهرت في مسرحيتين في برودواي في عامي 1926 و1927.